# Émission pour la jeunesse

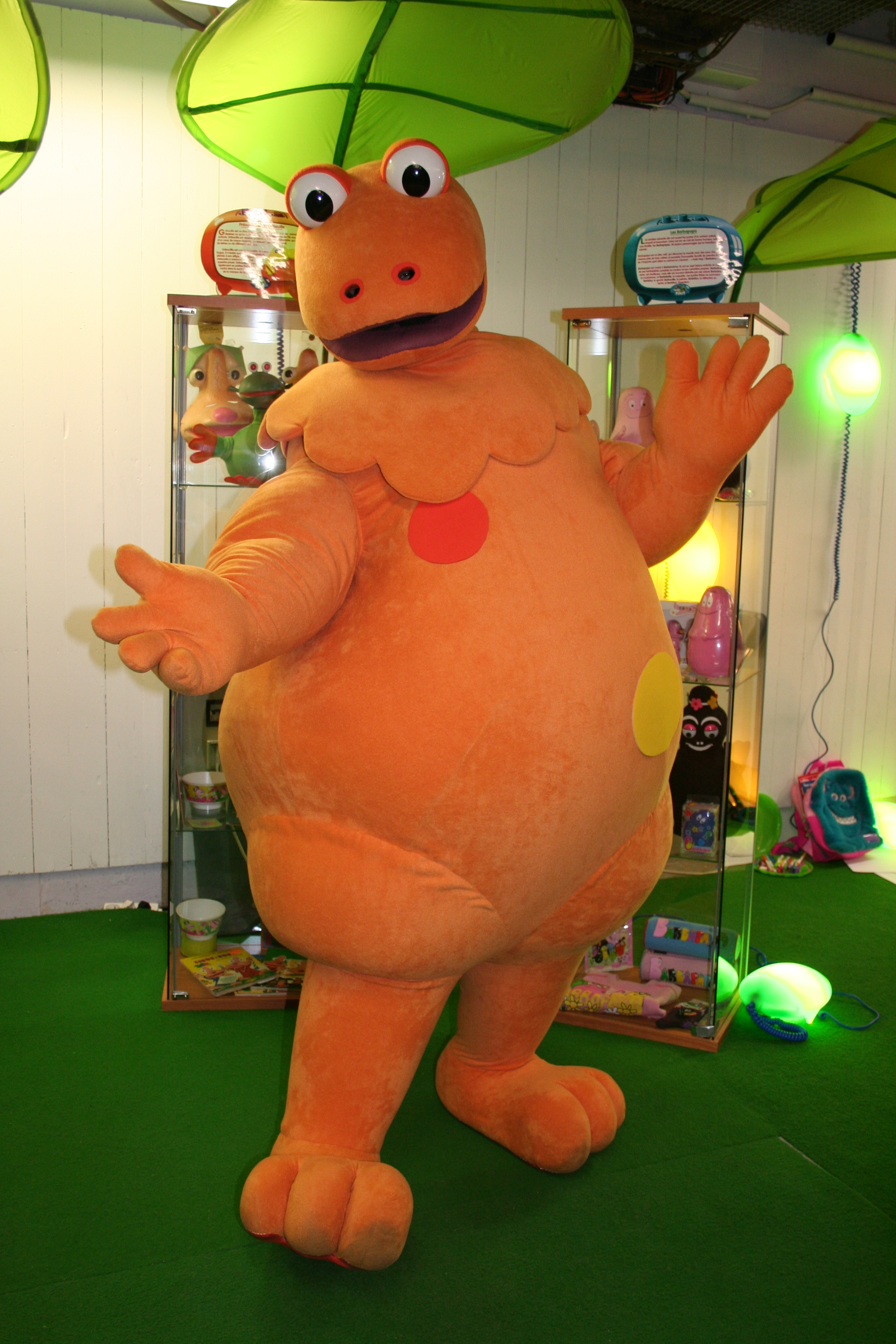
Casimir, le monstre gentil et mascotte de l'émission pour enfants française L'Île aux enfants.

Une émission pour la jeunesse est une émission télévisée ou radiodiffusée de divertissement ou de culture générale destinée au jeune public.
Au sein de ce type d'émission sont souvent présentés des séquences de divertissement (scénettes avec des marionnettes, chansons, jeux, informations, vulgarisation) ainsi que des séries ou des dessins animés.

## Historique
La catégorie des émissions pour enfants est presque aussi vieille que la télévision elle-même. L'heure des enfants de la BBC, diffusée au Royaume-Uni en 1946, est généralement considérée comme le premier programme télévisé destiné aux enfants.

## Liste d'émissions télévisées
Liste non exhaustive d'émissions télévisées pour la jeunesse, parmi les plus connues.

### En France
- 1, rue Sésame
- Âge tendre et tête de bois
- Ca cartoon
- Cabou Cadin
- Canaille Peluche
- C'est pas sorcier
- Club Dorothée
- Croque-vacances
- Disney Club
- Disney Parade
- FR3 Jeunesse
- Giga
- KD2A
- M6 Kid
- La Planète de Donkey Kong
- La Séquence du jeune spectateur
- La Une est à vous
- Les Quat'z'amis
- Les Minikeums
- Les Visiteurs du mercredi
- Les Zouzous
- L'Île aux enfants
- Ludo
- Récré A2
- Tfou
- Toowam
- Vitamine
- Youpi ! L'école est finie

Voir aussi la catégorie 

### Dans le reste du monde
- Sesame Street
- Le Muppet Show
- Histoire de la télévision jeunesse au Québec

## Liste d'émissions radiodiffusées
- La puce à l'oreille (Canada)

## Liens externse
- Pauline Porro, « Quand les chaînes TV courent après les jeunes », La Revue des médias, INA.fr, 22 janvier 2018.

- Notices d'autorité :   - LCCN
  - Japon
  - Israël